# Internationellt telefonnummer
Internationellt telefonnummer, är en siffersekvens som består i följande ordning av: utlandsprefix (A), landsnummer (B), nationell destinationskod (C) och abonnentnummer (D). Sekvensen BCD får maximalt ha 15 siffror